# 黄竞武
黄竞武（1903年—1949年5月18日），原名黄敬武，字敬和，江苏省川沙县（今上海市境）人，黄炎培的次子。

## 生平
1924年，黄竞武毕业于清华学校高等科后，公费入美国哈佛大学学习经济学，1929年获得硕士学位。后在盐务稽核所和中央银行工作。1941年，黄竞武任中国民主政团同盟总部组织委员会委员和国外关系委员会委员。
1949年上海解放前夕，黄竞武帮助中国共产党策反税警团。5月12日，国防部保密局人员在外滩中央银行的办公室内押走黄竞武，从此不知下落。5月27日，上海解放。6月2日，在国防部保密局监狱发现黄竞武等13人遗体。后经证实，黄竞武生前遭受酷刑，于5月18日凌晨被活埋遇害，时年47岁。上海市人民政府追认黄竞武为革命烈士，公葬于川沙烈士公墓。